# Departamento de Ocotepeque
Ocotepeque es un departamento de Honduras. Su cabecera departamental es Ocotepeque.

## Historia

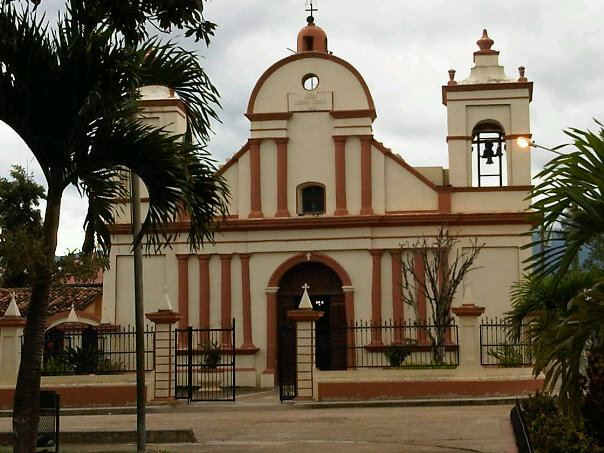
Iglesia de San Marcos en 2012.

En 1526, el territorio fue conquistado por Francisco de las Casas y Gil González Dávila quienes le dieron el nombre de El Asistente. Para el año de 1532, aparece mencionada como una población perteneciente a la alcaldía mayor de San Salvador en la carta de relación del primer obispo de Guatemala a Francisco Marroquín. A finales de 1530 se la integraría a la alcaldía mayor de Comayagua y se le cambiaría el nombre a Nueva Ocotepeque. En 1769, en el recuento de población de 1769 aparece como cabecera de Curato. En la primera división política territorial en 1825, formaba parte del partido de Santa Rosa de Los Llanos (hoy Santa Rosa de Copán), departamento de Gracias. La Asamblea Nacional Constituyente por Decreto N.º 106 de fecha 20 de febrero de 1906 creó el Departamento de Ocotepeque, siendo el presidente de la República el general Manuel Bonilla, Presidente de la Asamblea Nacional el Doctor Fausto Dávila eligiendo se cómo cabecera municipal Antigua Ocotepeque. De 1934 a 1936, Sinuapa se convirtió en la cabecera departamental de Ocotepeque, debido a las inundaciones de 1934 en Antigua Ocotepeque. Más tarde en 1936, Ocotepeque pasó a llamarse "Nueva Ocotepeque" y recupera su condición de capital departamental estando cerca de Sinuapa.
Fue invadido por El Salvador en la guerra de las Cien Horas y devuelto posteriormente mediante la intervención de la OEA.

## División administrativa

### Municipios
1. Nueva Ocotepeque
2. Belén Gualcho
3. Concepción
4. Dolores Merendón
5. Fraternidad
6. La Encarnación
7. La Labor
8. Lucerna
9. Mercedes
10. San Fernando
11. San Francisco del Valle
12. San Jorge
13. San Marcos
14. Santa Fe
15. Sensenti
16. Sinuapa

## Diputados
El departamento de Ocotepeque tiene una representación de 2 diputados en el Congreso Nacional de Honduras.
| Diputado        | Partido          |
| --------------- | ---------------- |
| Tania Pinto     | Partido Nacional |
| Mario Henríquez | Partido Liberal  |